# Tadeusz Ciuk
Tadeusz Ciuk, ps. Trzask (ur. 23 kwietnia 1926 w Bliżynie, zm. 24 listopada 2014 w Kałkowie) – porucznik Wojska Polskiego, żołnierz Związku Walki Zbrojnej i Armii Krajowej.

## Życiorys
Tadeusz Ciuk podczas II wojny światowej walczył pod dowództwem Antoniego Hedy „Szarego”, był łącznikiem pomiędzy batalionami. 5 sierpnia 1945 uczestniczył w akcji rozbicia więzienia w Kielcach. 
Po tej akcji, w trakcie której dowodzący nią Antoni Heda „Szary” został ranny w kolano i wskutek zakażenia tężcem tracił siły i przytomność, Tadeusz Ciuk był w 15-osobowym oddziale żołnierzy, którzy pieszo, poprzez Błota k. Suchedniowa, Szałas i Sorbin, ewakuowali „Szarego” na melinę konspiracyjną – placówkę nr 102 we wsi Zbrojów, gdzie udzielono mu pomocy lekarskiej.
Po rozbiciu więzienia w Kielcach „nowa władza” prowadziła intensywne i zakrojone na wielką skalę poszukiwania uczestników akcji, więc by ratować życie Tadeusz Ciuk uciekł do Opola. Tam ukończył liceum i zdał maturę. Następnie otrzymał nakaz pracy w Kielcach. Stamtąd trafił do GS w Bodzentynie. Tu w 1951 został zdekonspirowany i aresztowany przez UB. Przewieziony do Kielc, zamknięty w więzieniu na ul. Zamkowej – tym samym, które rozbijał pod dowództwem „Szarego” w sierpniu 1945 - był przesłuchiwany i katowany przez 4 miesiące przez kieleckie UB. Nie przyznał się do niczego. Został okaleczony fizycznie, po czym uwolniony.

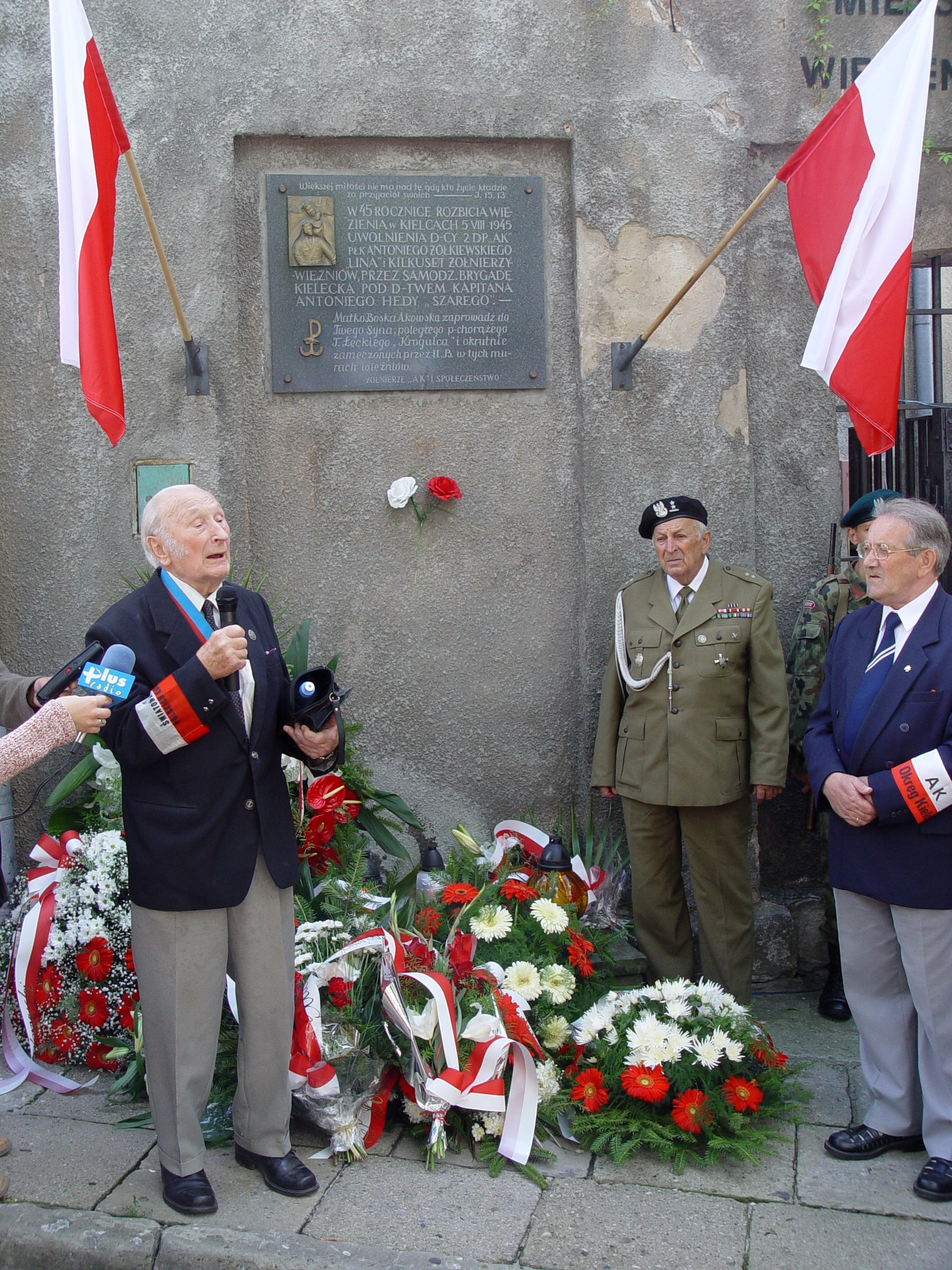
Ppor. Tadeusz Ciuk, pod pamiątkową tablicą na ścianie Muzeum w Kielcach, przy ul. Zamkowej, podczas uroczystości 60. rocznicy rozbicia więzienia kieleckiego, 7 sierpnia 2005

Wrócił do Bodzentyna, do narzeczonej. Po ślubie wspólnie z żoną przeprowadzili się do Skarżyska-Kamiennej. Nadal utrzymywał stały tajny kontakt ze swoim dowódcą Antonim Hedą „Szarym”. 
Tadeusz Ciuk był chorążym w poczcie Sztandaru Samodzielnej Brygady Kieleckiej WiN, poświęconego 3 czerwca 1991 przez papieża Jana Pawła II w trakcie jego IV pielgrzymki do Polski, podczas mszy świętej na lotnisku w Masłowie Pierwszym koło Kielc.
Tadeusz Ciuk zmarł 24 listopada 2014 w Kałkowie gm. Pawłów po ciężkiej chorobie.

## Odznaczenia
- Krzyż Kawalerski Orderu Odrodzenia Polski
- Krzyż Partyzancki
- Medal Wojska
- Medal Zwycięstwa i Wolności 1945
- Krzyż Armii Krajowej
- Krzyż Niezłomnych